# Josef Bohatec
Josef Bohatec (* 26. Januar 1876 in Kochov; † 6. Juni 1954 in Weidenau (Siegen)) war ein tschechisch-österreichischer Philosoph und Theologe.

## Leben
Nach der Matura auf dem Gymnasium in Brünn studierte er an der Evangelisch-Theologischen Fakultät der Universität Wien, an der er 1902 ein Stipendium erhielt. Weitere Studien der Theologie und Philosophie betrieb er an der Philosophischen Fakultät in Prag. 1903 legte er seine Doktorprüfung in Philosophie bei Tomáš Garrigue Masaryk und František Drtina ab. 1905 folgte die theologische Promotion an der Universität  Wien und ein Studium an der Theologischen Fakultät in Halle (Saale), sowie das Studium der klassischen Philosophie an den Universitäten in Berlin und Erlangen. 1907 berief man Bohatec zum Direktor des Reformierten Predigerseminars Elberfeld. 1912 habilitierte er sich an der evangelisch-theologischen Fakultät in Bonn und erhielt 1913 als Extraordinarius, 1916 als Ordinarius die Professur für reformierte Dogmatik an der Evangelisch-Theologischen Fakultät in Wien. Dort wirkte er bis zur Emeritierung im Juli 1947.
Er hielt ein Ehrendoktorat der Rechtswissenschaft in Amsterdam sowie der Theologie in Wien und Bonn und war Ehrenprofessor der Universität Debrecen (Ungarn).
In Wien suchten er und seine Frau die überkonfessionellen Begegnungen im Rahmen der Evangelischen Allianz (seit 1931).

## Werke
1909 veröffentlichte Bohatec seine erste Studie über Johannes Calvin, mit der er Anerkennung unter Forscherkollegen fand. In der Folgezeit wurde er zu einem führenden Experten auf dem Gebiet der Reformationsgeschichte, publizierte aber weiterhin auch Werke zur Philosophiegeschichte.

### Abhandlungen in deutscher Sprache
- Schleiermachers Religionsbegriff, 1904 (Diss. Prag).
- Zur neuesten Geschichte des ontologischen Gottesbeweises, 1906.
- Calvins Vorsehungslehre, in: Josef Bohatec (Hrsg.), Calvinstudien, Leipzig 1909, 339-441 (zugleich Diss. Wien 1905).
- Die cartesianische Scholastik in der Philosophie und reformierten Dogmatik des 17. Jahrhunderts, 1912
- Calvin und das Recht, Feudingen 1934
- Calvins Lehre von Staat und Kirche, 1936
- Calvins Gedankenwelt, 1936
- Die Religionsphilosophie Kants in der Religion innerhalb der Grenzen der blossen Vernunft, 1938
- Budé und Calvin, 1950
- England und die Geschichte der Menschen- und Bürgerrechte. Drei nachgelassene Aufsätze, hrsg. von Otto Weber, Graz-Köln 1956.
- Der Imperialismusgedanke und die Lebensphilosophie Dostojewskijs, 1956

### Abhandlungen in tschechischer Sprache
- Reformace a moderna, 1906
- Kalvínovo pojetí státu, 1937

## Einzelbelege
1. ↑  Roman Pfefferle, Hans Pfefferle: Glimpflich entnazifiziert. Die Professorenschaft der Universität Wien von 1944 in den Nachkriegsjahren. V&R unipress, Wien 2014, S. 345.
2. ↑  Franz Graf-Stuhlhofer (Hrsg.): Evangelische Allianz in Wien von der Ersten Republik bis zur NS-Zeit (1920–45). Edition der Sitzungsprotokolle und Programme (Studien zur Geschichte christlicher Bewegungen reformatorischer Tradition in Österreich, 2). VKW, Bonn 2010.

| Personendaten    | Personendaten                                       |
| ---------------- | --------------------------------------------------- |
| NAME             | Bohatec, Josef                                      |
| KURZBESCHREIBUNG | tschechisch-österreichischer Philosoph und Theologe |
| GEBURTSDATUM     | 26. Januar 1876                                     |
| GEBURTSORT       | Kochov                                              |
| STERBEDATUM      | 6. Juni 1954                                        |
| STERBEORT        | Weidenau (Siegen)                                   |